# Charles Perrin (aviron)
Pour les articles homonymes, voir Charles Perrin et Perrin.
Charles Perrin, né le 6 juillet 1875 à Lyon 6e et mort dans cette même ville dans le 7e arrondissement le 26 mars 1954, est un rameur français.

## Biographie
Charles Perrin, membre du Club Nautique de Lyon, dispute avec Georges Lumpp, Daniel Soubeyran, Émile Wegelin et un barreur inconnu l'épreuve de quatre avec barreur aux Jeux olympiques d'été de 1900 à Paris et remporte la médaille d'argent.
En 1899, le 'Huit' seniors du Club Nautique de Lyon avec Perrin, Soubeyran, Mabire, Mauthon, Wegelin, Lumpp, A. Jambon, et Aublanc, remporte les journées nautiques de Mâcon et le Grand International des Internationales de Paris. En 1900, la même équipe s'impose lors du match Paris-Lyon (en juin). 